# Georges Guyon
 (mars 2023).
La mise en forme du texte ne suit pas les recommandations de Wikipédia : il faut le « wikifier ».
Les points d'amélioration suivants sont les cas les plus fréquents :
- Les titres sont pré-formatés par le logiciel. Ils ne sont ni en capitales, ni en gras.
- Le texte ne doit pas être écrit en capitales (les noms de famille non plus), ni en gras, ni en italique, ni en « petit »…
- Le gras n'est utilisé que pour surligner le titre de l'article dans l'introduction, une seule fois.
- L'italique est rarement utilisé : mots en langue étrangère, titres d'œuvres, noms de bateaux, etc.
- Les citations ne sont pas en italique mais en corps de texte normal. Elles sont entourées par des guillemets français : « et ».
- Les listes à puces sont à éviter, des paragraphes rédigés étant largement préférés. Les tableaux sont à réserver à la présentation de données structurées (résultats, etc.).
- Les appels de note de bas de page (petits chiffres en exposant, introduits par l'outil «  Source ») sont à placer entre la fin de phrase et le point final[comme ça].
- Les liens internes (vers d'autres articles de Wikipédia) sont à choisir avec parcimonie. Créez des liens vers des articles approfondissant le sujet. Les termes génériques sans rapport avec le sujet sont à éviter, ainsi que les répétitions de liens vers un même terme.
- Les liens externes sont à placer uniquement dans une section « Liens externes », à la fin de l'article. Ces liens sont à choisir avec parcimonie suivant les règles définies. Si un lien sert de source à l'article, son insertion dans le texte est à faire par les notes de bas de page.
- La présentation des références doit suivre les conventions bibliographiques. Il est recommandé d'utiliser les modèles {{Ouvrage}}, {{Chapitre}}, {{Article}}, {{Lien web}} et/ou {{Bibliographie}}. Le mode d'édition visuel peut mettre en forme automatiquement les références.
- Insérer une infobox (cadre d'informations à droite) n'est pas obligatoire pour parachever la mise en page.

Pour une aide détaillée, merci de consulter Aide:Wikification.
Si vous pensez que ces points ont été résolus, vous pouvez retirer ce bandeau et améliorer la mise en forme d'un autre article.
Pour les articles homonymes, voir Guyon.
Georges Guyon, né le 26 octobre 1850 à Angers (Maine-et-Loire) et mort le 25 février 1915 à Saint-Maurice (Val-de-Marne), est un architecte français fondateur pour le logement social.

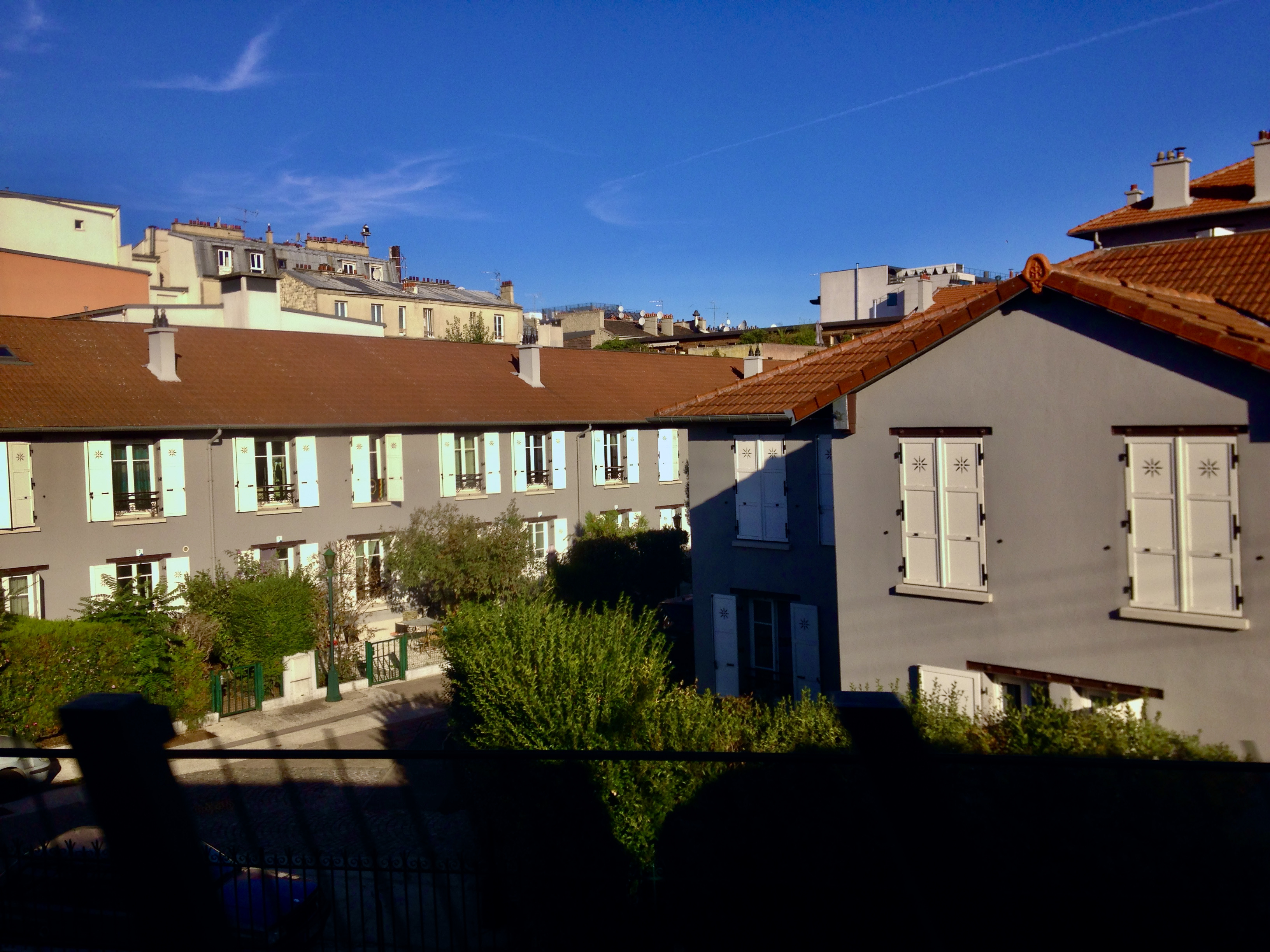
Groupe de La Ruche (1892-1896) maisons ouvrières à La Plaine Saint-Denis par l'architecte Georges Guyon

## Biographie
Georges Guyon naît à Angers le 26 octobre 1850 au n° 23 de la rue Quatrebarbes. Son père, Aristide Guyon, est stucateur, compagnon maçon, architecte vérificateur et communal de la ville de Saint-Maurice dans le Val-de-Marne, né à Bletterans dans le Jura. Sa mère, Anne-Agnès Gallard, née à Pont-de-Vaux dans l'Ain, est couturière.
En 1862, la famille réside à Paris au 30 rue des Vinaigriers dans le 10e arrondissement. Mais son frère Adrien, âgé de 14 ans, décède la même année chez leurs parents. 
Sa disparition laissera au cœur de Georges Guyon l'immense béance que, peut-être, il a tenté de combler en édifiant tous ces hôtels particuliers, ces maisons, ces immeubles, ces groupes scolaires et salle des fêtes ou théâtres, ces logements sociaux, ces mairies et monuments, ces groupes de maisons, comme autant de sépultures chargées de remplacer celle, introuvable de son frère.
Le 15 juillet 1876, Georges Guyon et Jeanne-Marie Célestine Nicolet s'unissent à l'Église Saint-Pierre de Charenton-le-Pont.
Le 19 août 1878, le Préfet de la Seine  approuve la première demande de permis de construire de Georges Guyon en qualité d'architecte, dont il dresse les plans de l'immeuble situé au n° 42 rue Damalix à Saint-Maurice, Val-de-Marne. 
Benoît Pouvreau, historien de l'architecture travaillant au service du patrimoine culturel du département de la Seine-Saint-Denis, indique : « Après les expériences pionnières menées depuis les années 1830 par un mouvement hétéroclite où dominaient philanthropes, patrons éclairés et autres catholiques sociaux, Georges Guyon s'impose comme l'architecte qui donne forme à la loi qui crée le logement social en France, tant portée par Jules Siegfried, Georges Picot et Émile Cheysson.
C'est sans doute grâce à son activité d'architecte communal à Charenton-le-Pont, Saint-Maurice, mais aussi à Bonneuil-sur-Marne et Créteil qu'il a connaissance du concours que lance la Société française d'Habitations à Bon Marché (HBM) durant l'été 1890. Non diplômé, formé par son père compagnon maçon et sa fréquentation des ateliers de Louis Heuzé et de Charles-Jean Laisné. Georges Guyon est suffisant expérimenté pour produire en quelques semaines le projet de "La Ruche". Il y tire le meilleur parti du programme ... maisons isolées ou diversement groupées et destinées à être louées (avec ou sans promesse de vente) aux petits employés et aux ouvriers, soit mariés soit célibataires, habitant les communes de Saint-Denis, Aubervilliers ou les environs... Prestigieux, le jury, composé notamment de Georges Picot et de Charles Garnier, se réunit à plusieurs reprises et accorde une attention particulière au plan de masse ... Avec La Ruche, Georges Guyon parvient à satisfaire tous ces critères et est déclaré lauréat en décembre 1890. Son projet est exposé à l'hôtel de ville de Paris, honoré de la visite du Président de la République Marie François Sadi Carnot, accueilli par Jules Siegfried, Georges Picot, Charles Garnier, Chabrol et Émile Cacheux. Mieux, le sérieux et la pertinence de sa proposition légitiment la création de la Société Anonyme des Habitations Économiques de Saint-Denis (SAHESD) six mois plus tard en juillet 1891... ». 
Entre 1890 et 1915, la France a adopté plusieurs lois pour promouvoir les habitations à bon marché (HBM). 
La loi Siegfried de 1894 a incité et encouragé par des conditions fiscales avantageuses et du financement via la Caisse des Dépôts et Consignations et la banque La Caisse d'Épargne la construction de maisons salubres à bon marché.
La loi Strauss de 1906 a encouragé les communes à participer au financement des logements sociaux en fournissant des terrains et en offrant des prêts garantis. Des comités départementaux des Habitations à Bon Marché et de la Prévoyance Sociale ont été chargés de contrôler la salubrité des futurs logements et de fixer un loyer maximum.
La loi Ribot de 1908 a étendu les aides fiscales aux entreprises privées construisant des habitations à loyer modéré, facilitant ainsi l'accès à la petite propriété.
La loi Bonnevay de 1912, dont Laurent Bonnevay en fut le rapporteur, introduit des dispositions visant à réglementer le travail des femmes et des enfants dans l'industrie, ainsi que la création d'Offices Publics de HBM. Cette loi a pour objectif d'imposer aux collectivités territoriales la prise en charge du problème du logement pour les travailleurs issus des industries.
Ses fils, Maurice et Henri Guyon, qui étaient architectes, poursuivront son œuvre.

## Réalisations
- Fin XIXe siècle :

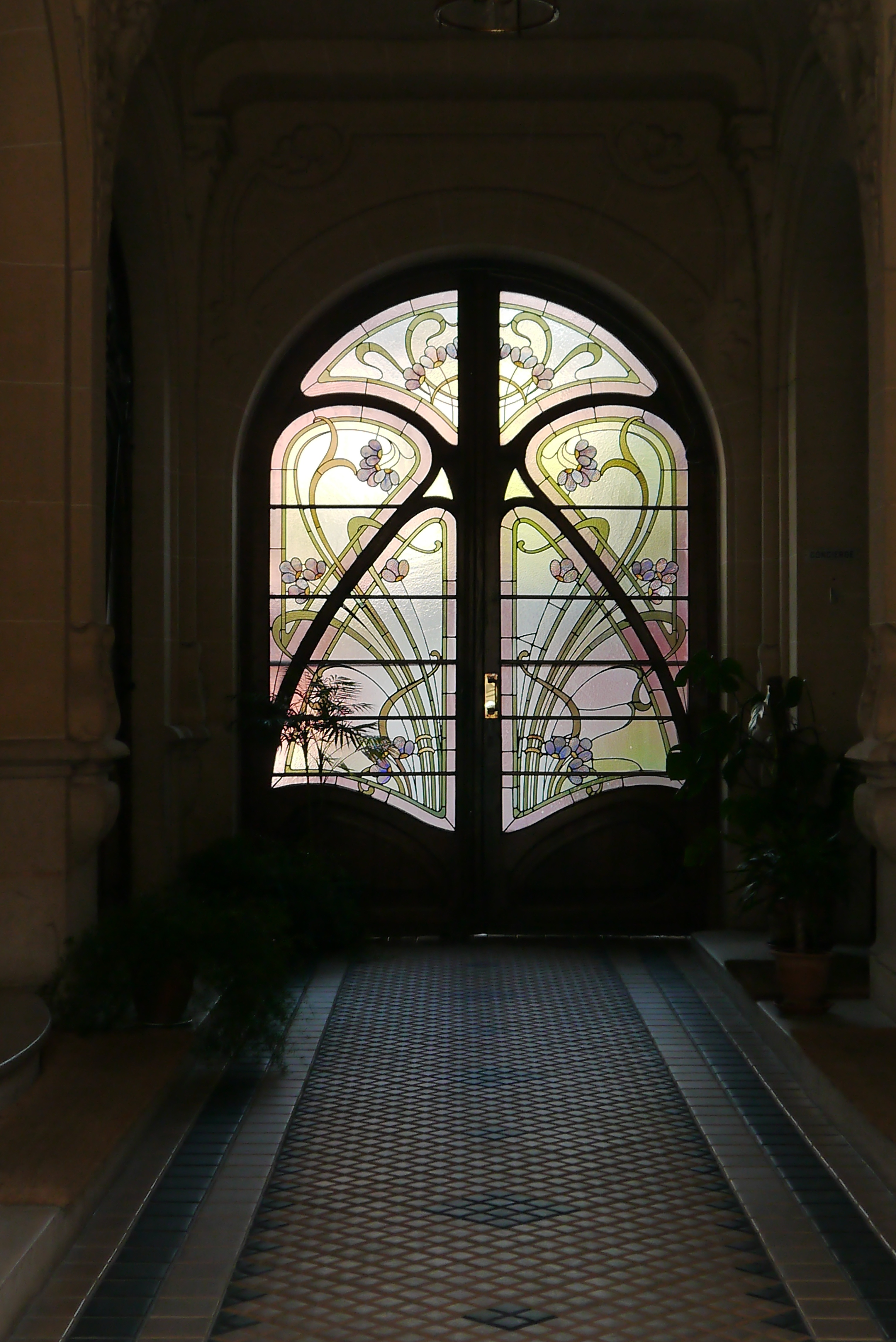
Porte du hall d'entrée du 15 rue Gabrielle, Charenton-le-Pont.

  - immeuble, 44 rue Adrien-Damalix, Saint-Maurice[a] ;
  - maison, rue du Parc, Charenton-le-Pont (détruite)[b].
- 1886 :
  - maison, 23 rue Adrien-Damalix, Saint-Maurice[c] ;
  - tombeau du docteur Decorse (1842-1886), cimetière de Saint-Maurice[d].
- 1887 : immeuble, 1 rue des Ormes, Charenton-le-Pont[e],[f].
- 1888 :
  - immeuble, 33 avenue du Maréchal de Lattre de Tassigny, Charenton-le-Pont[e],[g] ;
  - école de la Courtille, rue du Franc-Mûrier et quai de la Courtille, Melun (Seine-et-Marne). Avec le concours des architectes Jules Touzet (1850-1914) et Louis-René Trintzius (1861-1933)[h].
- 1889 : maison, 5, 7 rue du Docteur-Decorse, Saint-Maurice[i] ;
- 1890 : immeuble, 3 place Henri-IV, Charenton-le-Pont[j] ;
- 1891 :
  - immeuble, 9 rue Alfred Savouré, Charenton-le-Pont[e],[k] ;
  - immeuble, 31 avenue du Maréchal de Lattre de Tassigny, Charenton-le-Pont[e],[l].
- 1891-1893 : cité-jardin La Ruche, rue du Landy à Saint-Denis, premier ensemble français de logement social, dans le quartier de La Plaine Saint-Denis ;
- 1891 : maison, 118-119 avenue de Gravelle, Saint-Maurice[m] ;
- 1892 : murs et maison de gardien du cimetière de Saint-Maurice[n].
- 1893 :
  - immeuble, 33 rue Gabrielle, Charenton-le-Pont[o] ;
  - maison les Fauvettes, 35 rue Adrien-Damalix, Saint-Maurice[p].
- 1894 : monument du général Ladreit de Lacharrière (1806-1870), Créteil[q] ;
- 1895 : immeuble, 1 rue du Général-Leclerc, Charenton-le-Pont[r] ;
- 1896 : immeuble, 10 rue Labouret, Charenton-le-Pont[s] ;
- 1897 : extension de la mairie-école de Saint-Maurice[t] ;
- 1898 : école du Centre, 49 rue du Maréchal-Leclerc, Saint-Maurice[u] ;
- 1899 : maison, 51bis-51ter rue du Général-Leclerc, Alfortville[v] ;
- 1901 : immeuble, 19 avenue de Verdun, Saint-Maurice[w]. Le grand escalier a été ravagé par la construction d'un ascenseur dans les années 2000[réf. nécessaire] ;
- 1902-1905 : logements le Tourbillon, le Crépuscule et Clair de Lune, 73-75 esplanade du Général-Leclerc, Mers-les-Bains[x].
- 1903 :
  - café-restaurant, 53 rue du Val-d'Osne, Saint-Maurice[y] ;
  - immeuble, 15 rue Gabrielle, Charenton-le-Pont[z].
- 1904 : immeuble, 4 rue Gabrielle, Charenton-le-Pont[e],[aa] ;
- 1906 : immeubles, 21-23-25 rue Henry-Monnier, 9e arrondissement de Paris ;
- 1907 : bâtiment, 94 avenue Gallieni, Bagnolet ;
- 1909 : immeuble, 15 avenue Émile-Deschanel, 7e arrondissement de Paris[ab] ;
- 1911 : tombeau d'Abel Adrien Colas (1890-1911), cimetière de Saint-Maurice[ac].
- 1913 :
  - immeuble, 29 avenue du Mal de Lattre de Tassigny, Charenton-le-Pont. Avec l'entité Guyon et Fils[ad] ;
  - immeuble, 21 rue de Conflans, Charenton-le-Pont. Avec l'entité Guyon et Fils[e],[ae].
- Début XXe siècle :
  - immeuble, 4 quai de la République, Saint-Maurice[af] ;
  - maison, 32 rue du Docteur-Decorse, Saint-Maurice[ag] ;
  - maison, 34 rue du Docteur-Decorse, Saint-Maurice[ah].

Galerie des réalisations à Charenton-le-Pont :
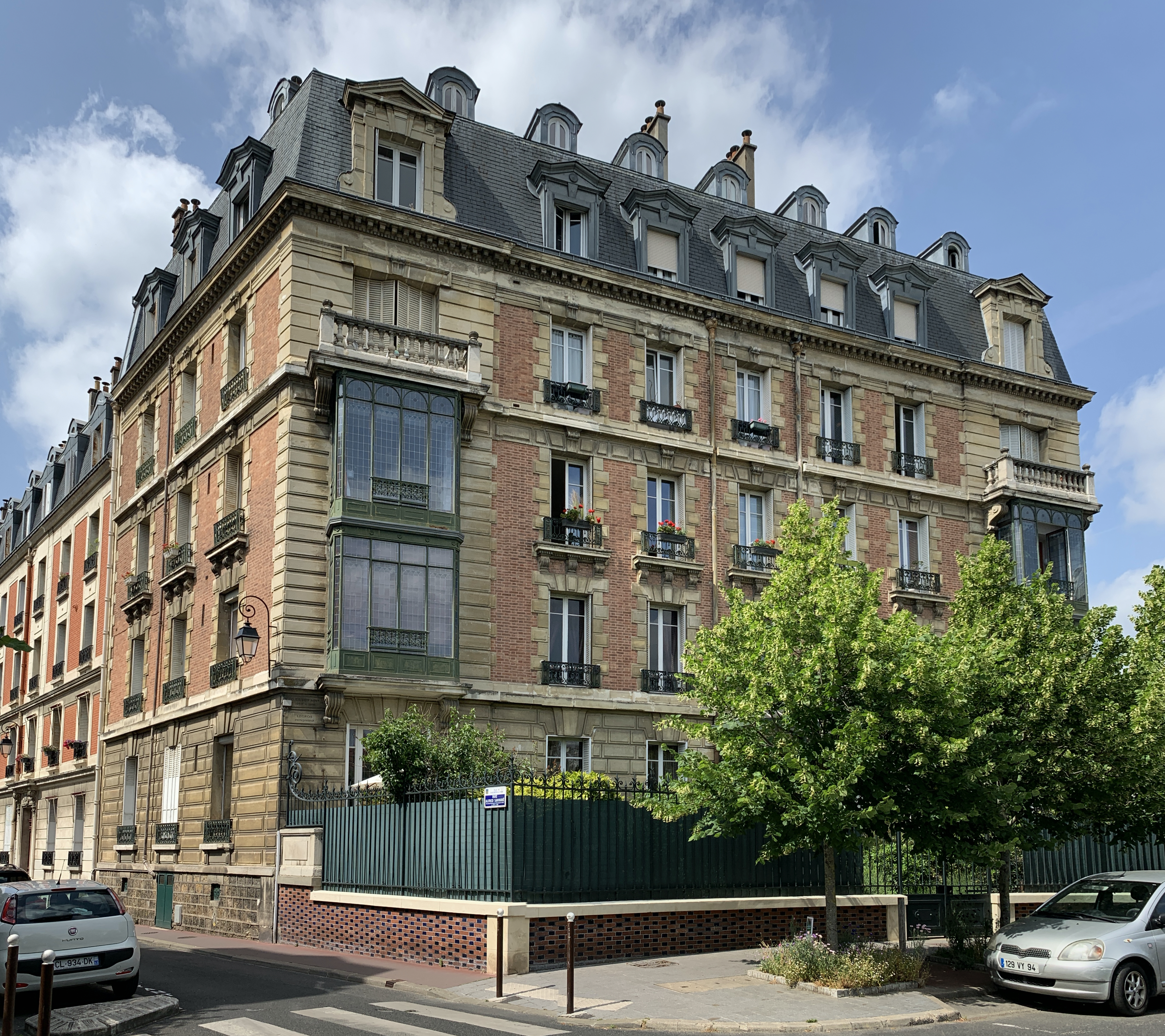
1890.
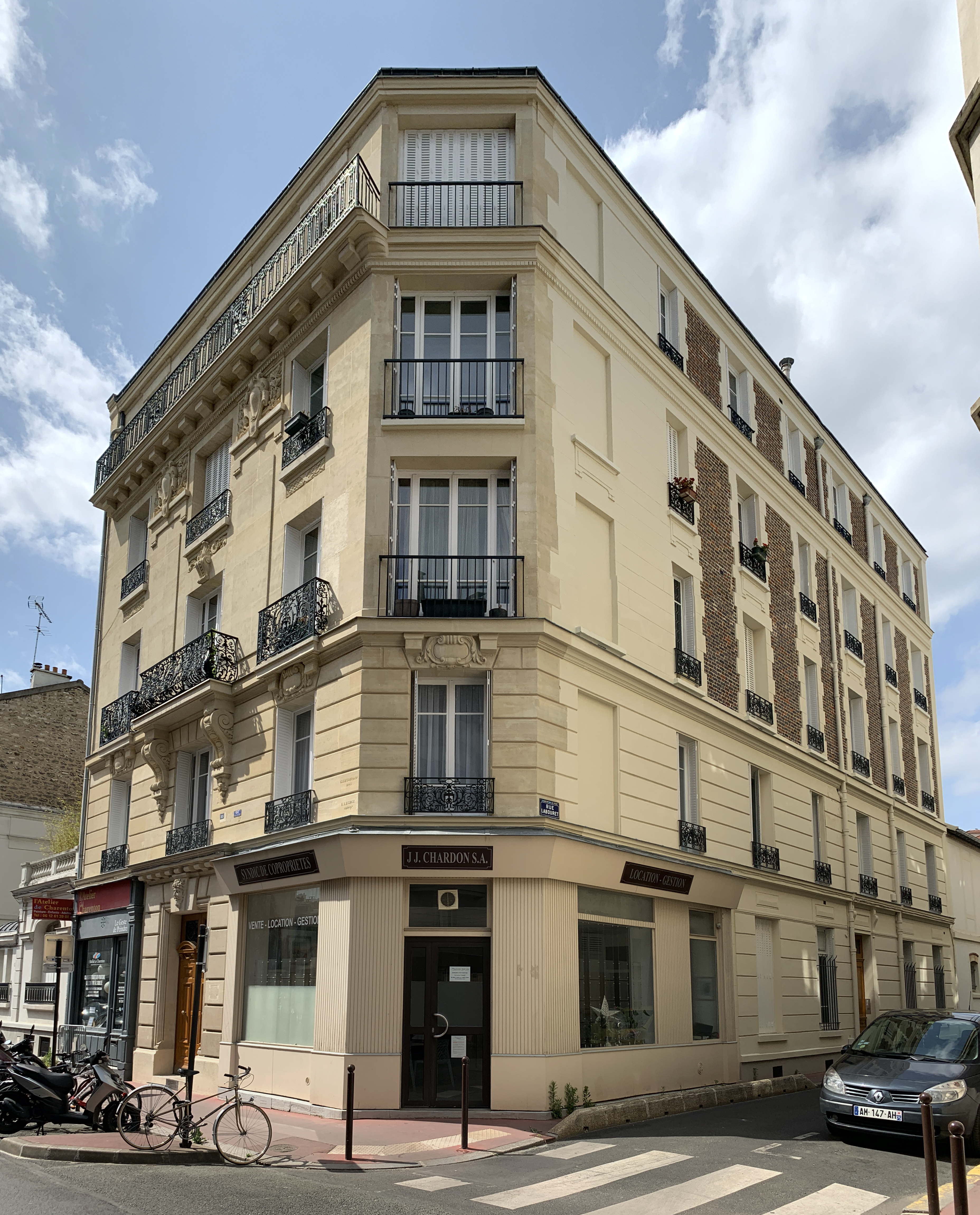
1893.
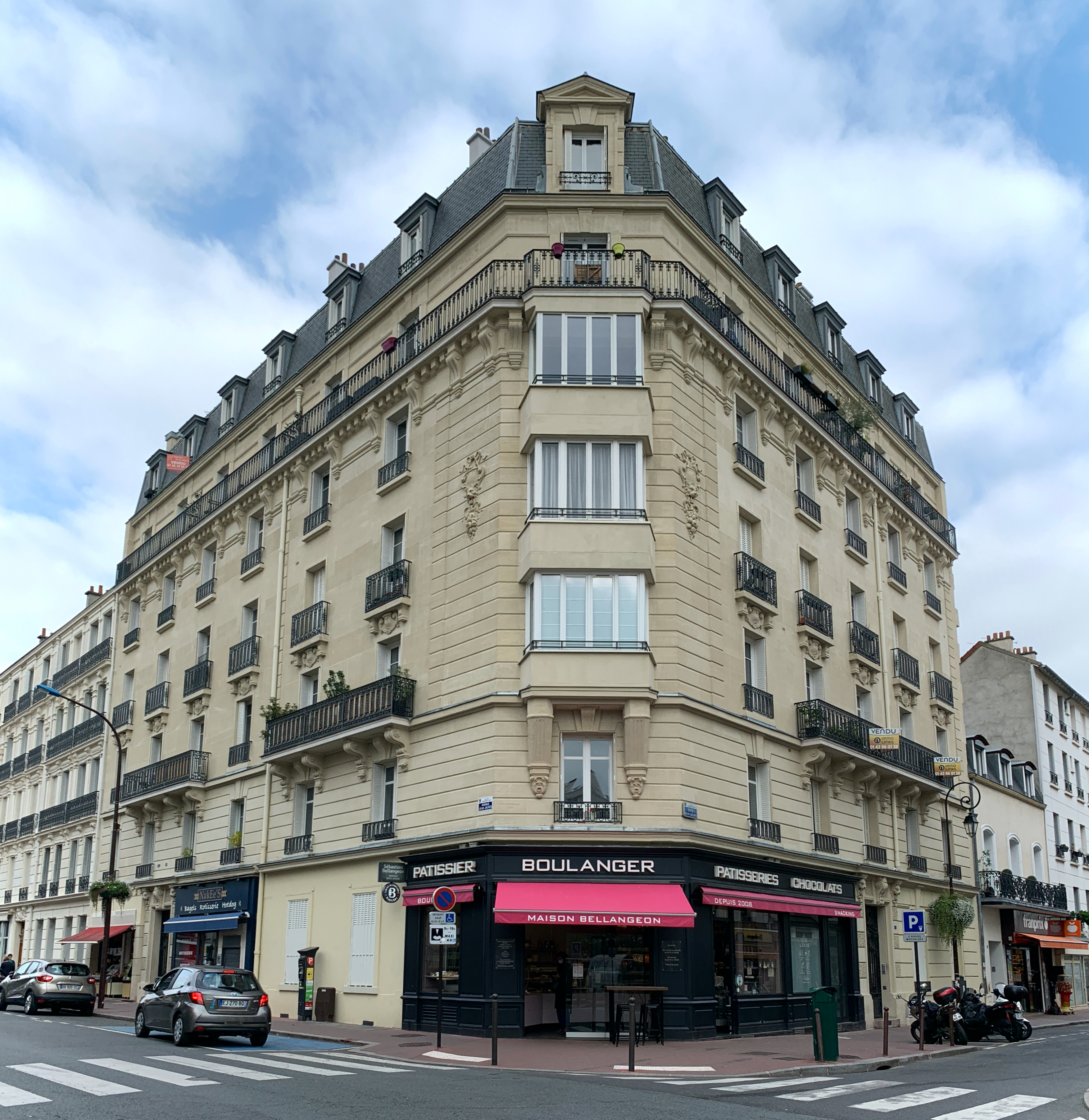
1895.
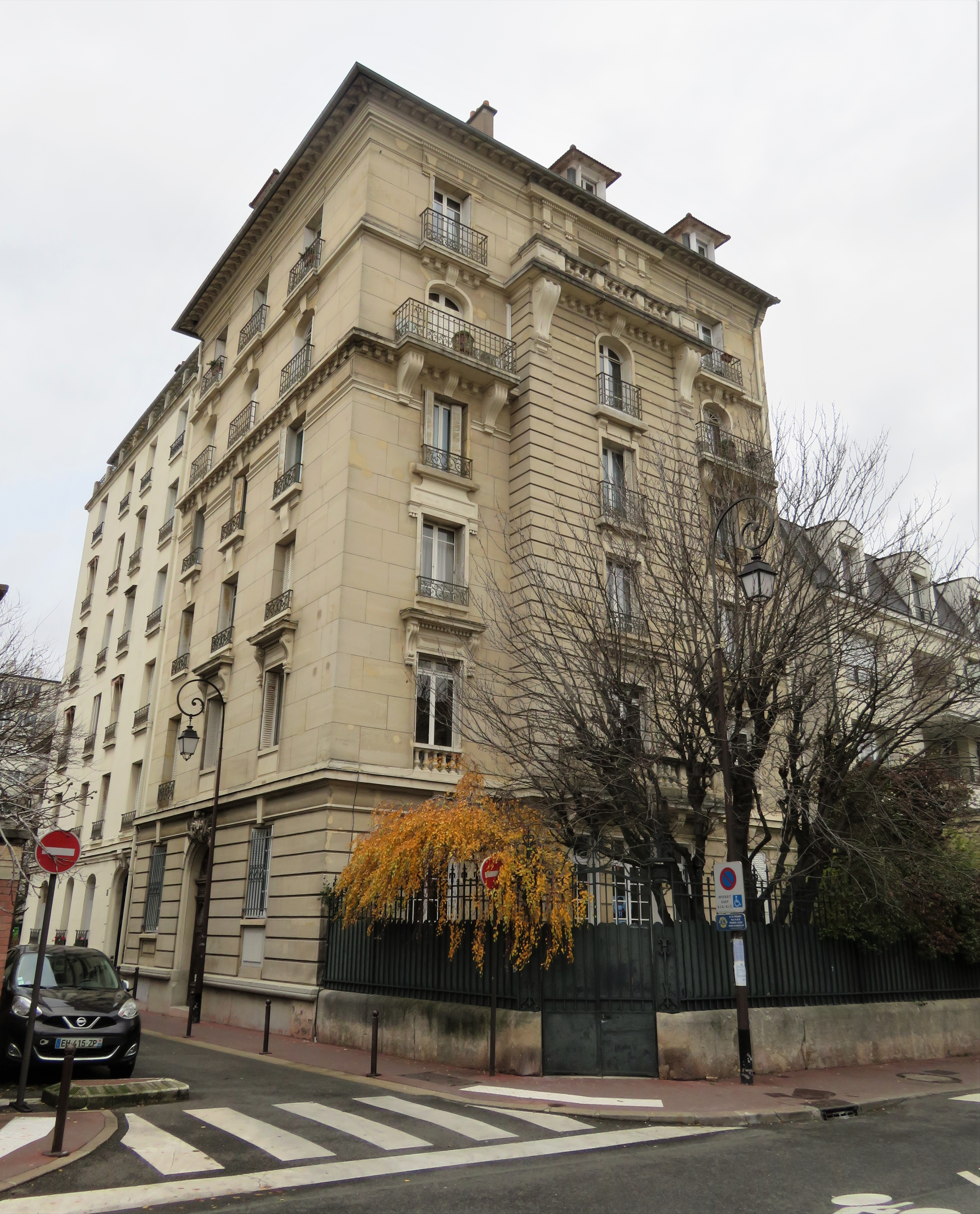
1896.
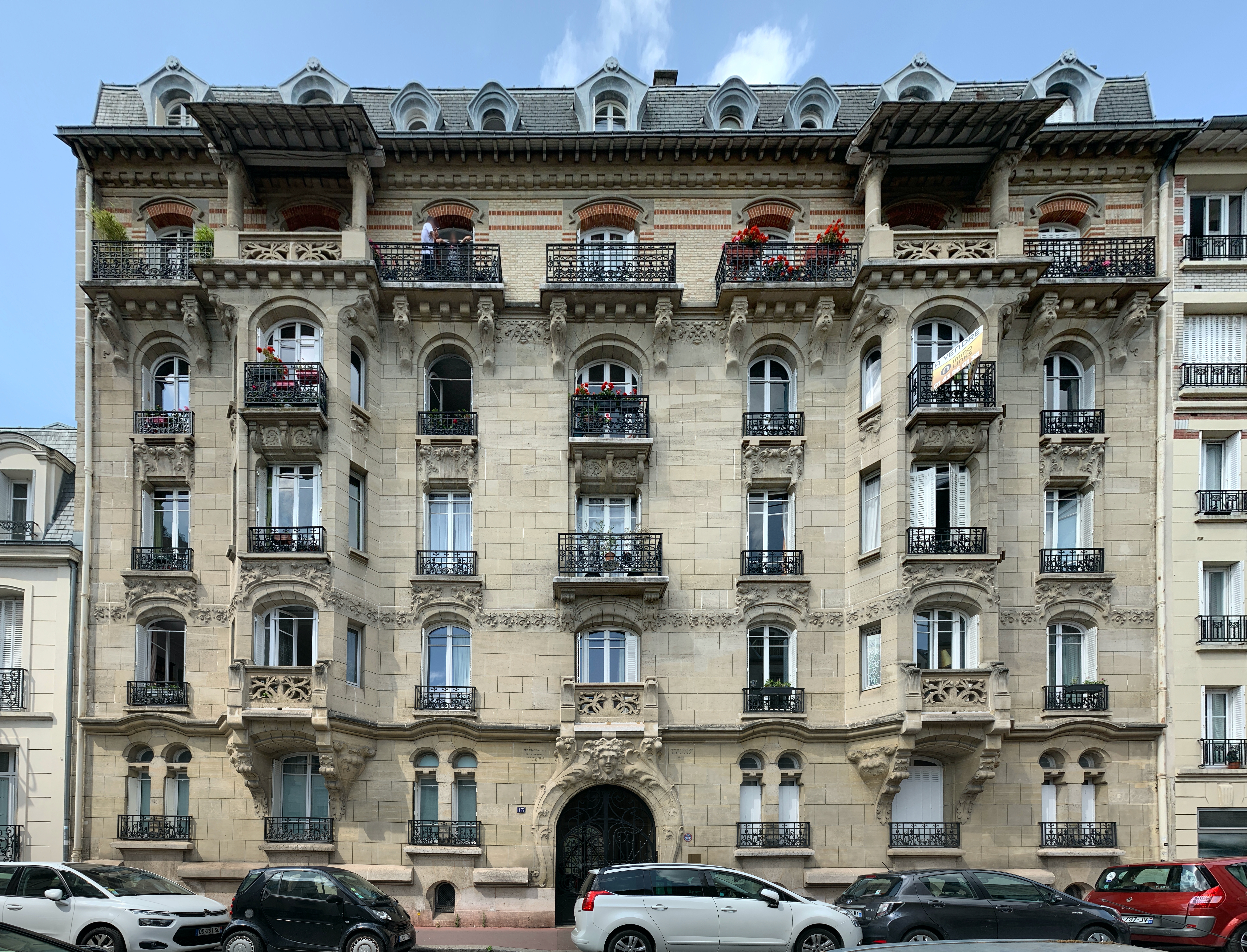
1903.
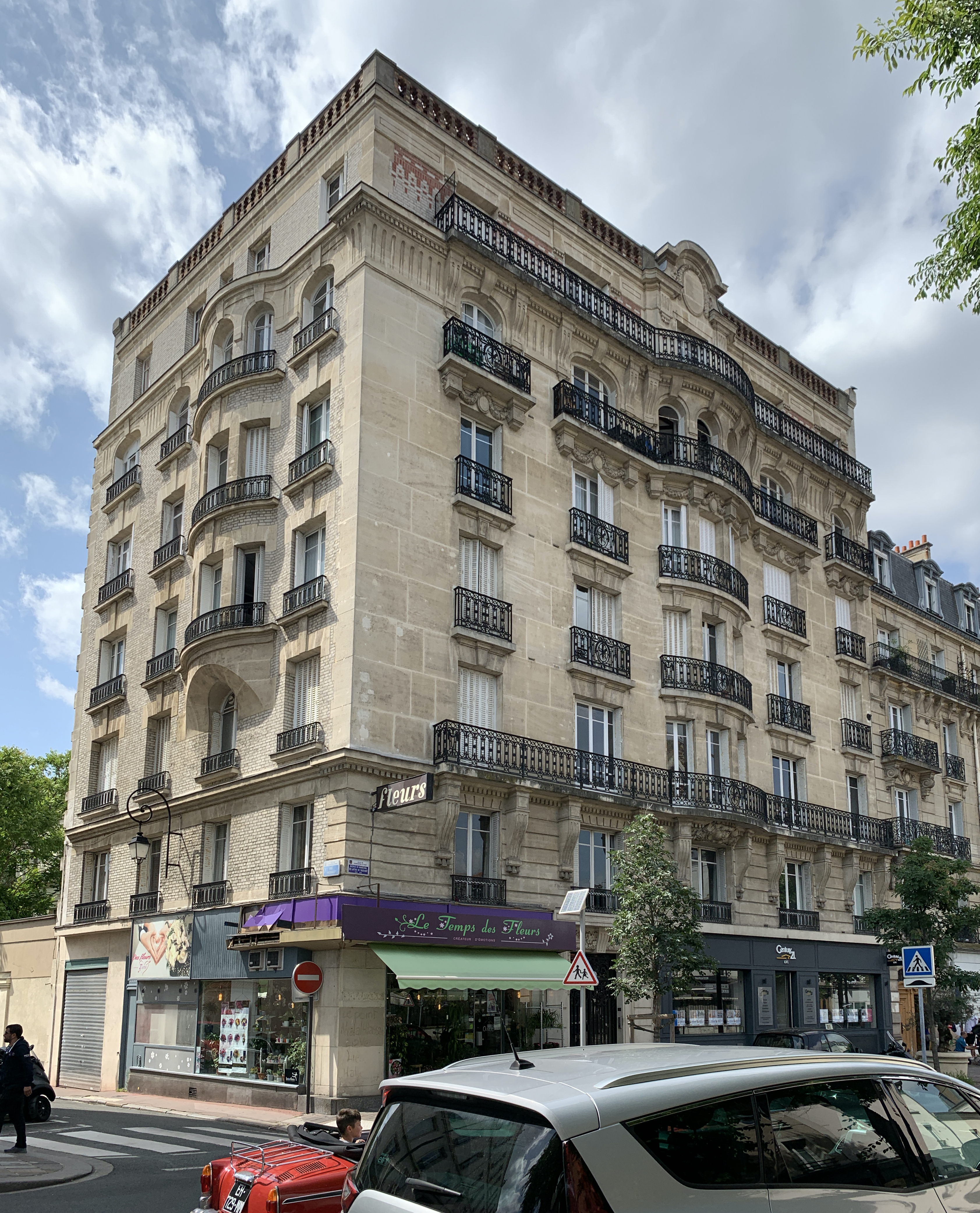
1913.
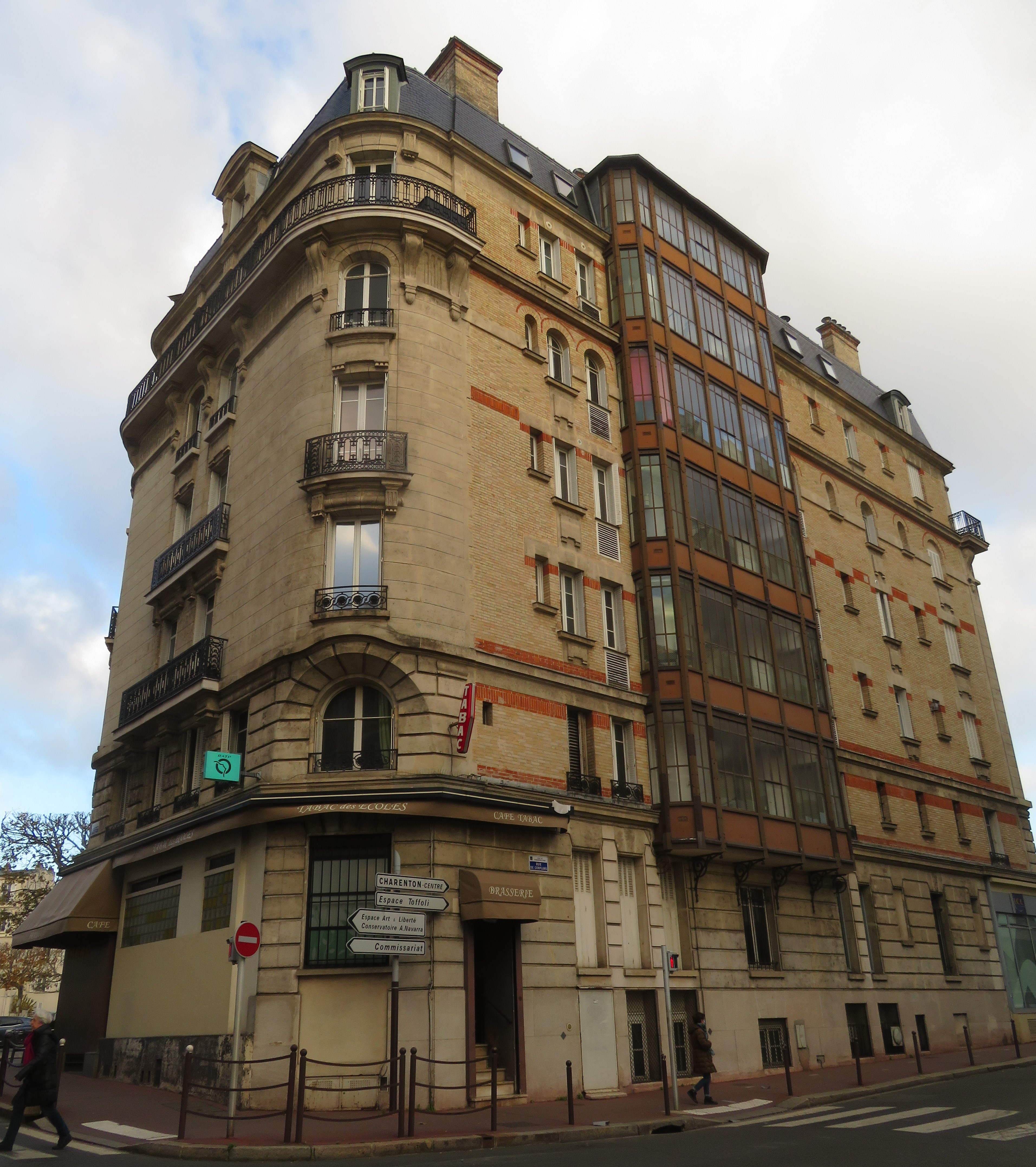
1913.